# ピンクポップ・フェスティバル
ピンクポップ・フェスティバル（Pinkpop Festival、略称ピンクポップ）はオランダのラントフラーフで毎年開催される音楽フェスティバルである。毎年ペンテコステ（5月〜6月）の週末3日間で開催される。主催はビューロ・ピンクポップ。1970年に初開催され、毎年開催される音楽フェスティバルとしては世界で最も古いフェスである。2019年で50回目を迎えた。

## 概要
1970年に初開催。1994年には6万人が動員したため1995年から2日間、さらに1997年以降3日間の日程で開催されている。2006年から2011年まで6年連続でチケットが完売した。これまで35年間で延べ150万人が動員された。ピンクポップは世界で有数、オランダでは最大のロック・フェスティバルとなった。
2008年、ピンクポップは初めてペンテコステの週末に開催されなかった。これは、2005年のペンテコステの週末が早すぎたために、人気アーティストをフェスティバルに出演させることができず、売り上げが芳しくなかったためであった。2008年のピンクポップは、これまでで最大のコンサート動員数を記録し、2010年、2013年、2015年、2016年も同様の理由で日程を変更している。
ピンクポップの名前の由来は、2つの部分から構成されている。ピンクはオランダ語のペンテコステ（Pinksteren）に由来し、ポップはポップミュージック（pop music）に由来する。ピンクポップのロゴのは、英語の単語ピンクと人形を意味するオランダ語のポップを組み合わせて作られた。

## ギャラリー

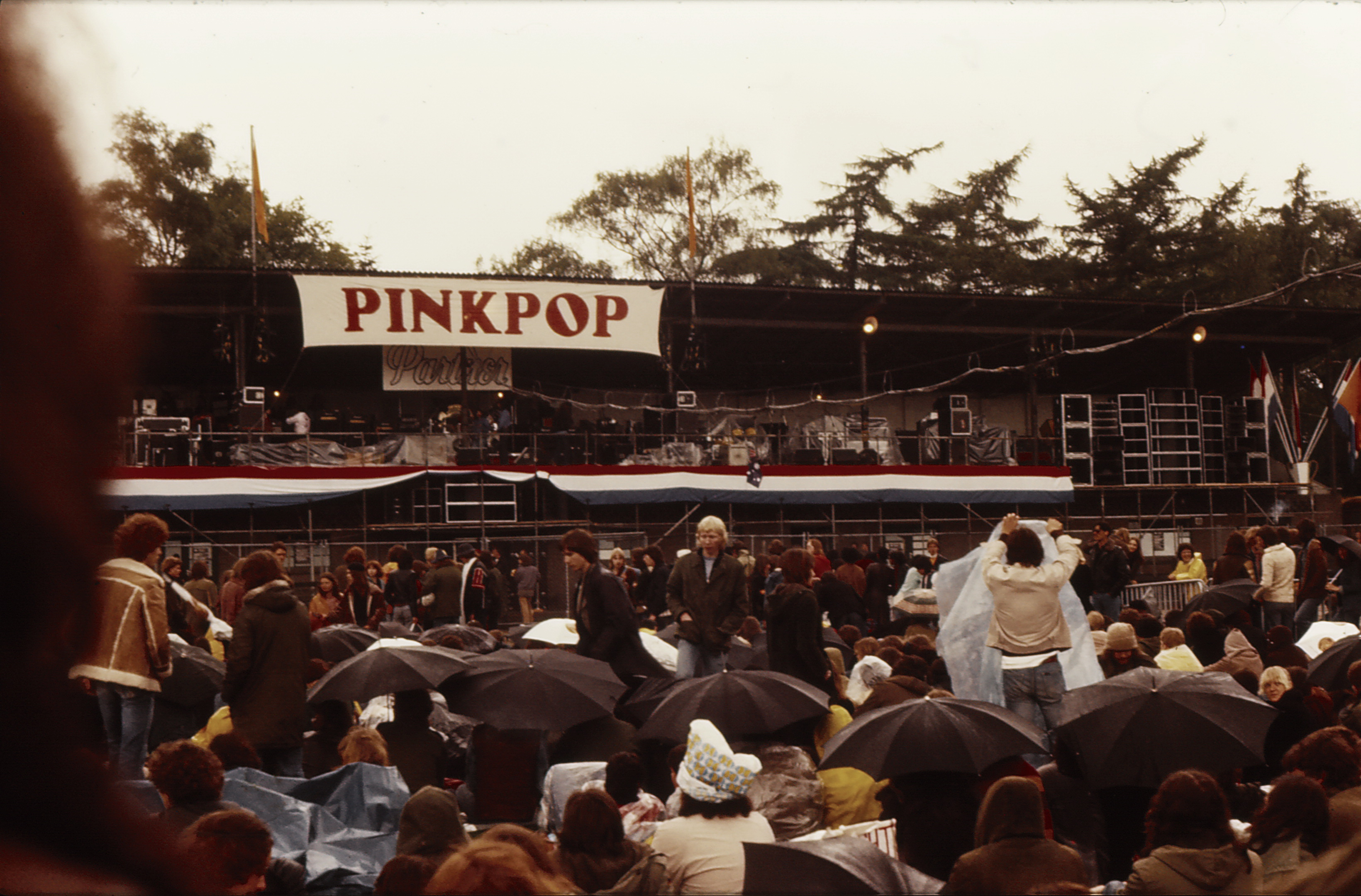
1978年
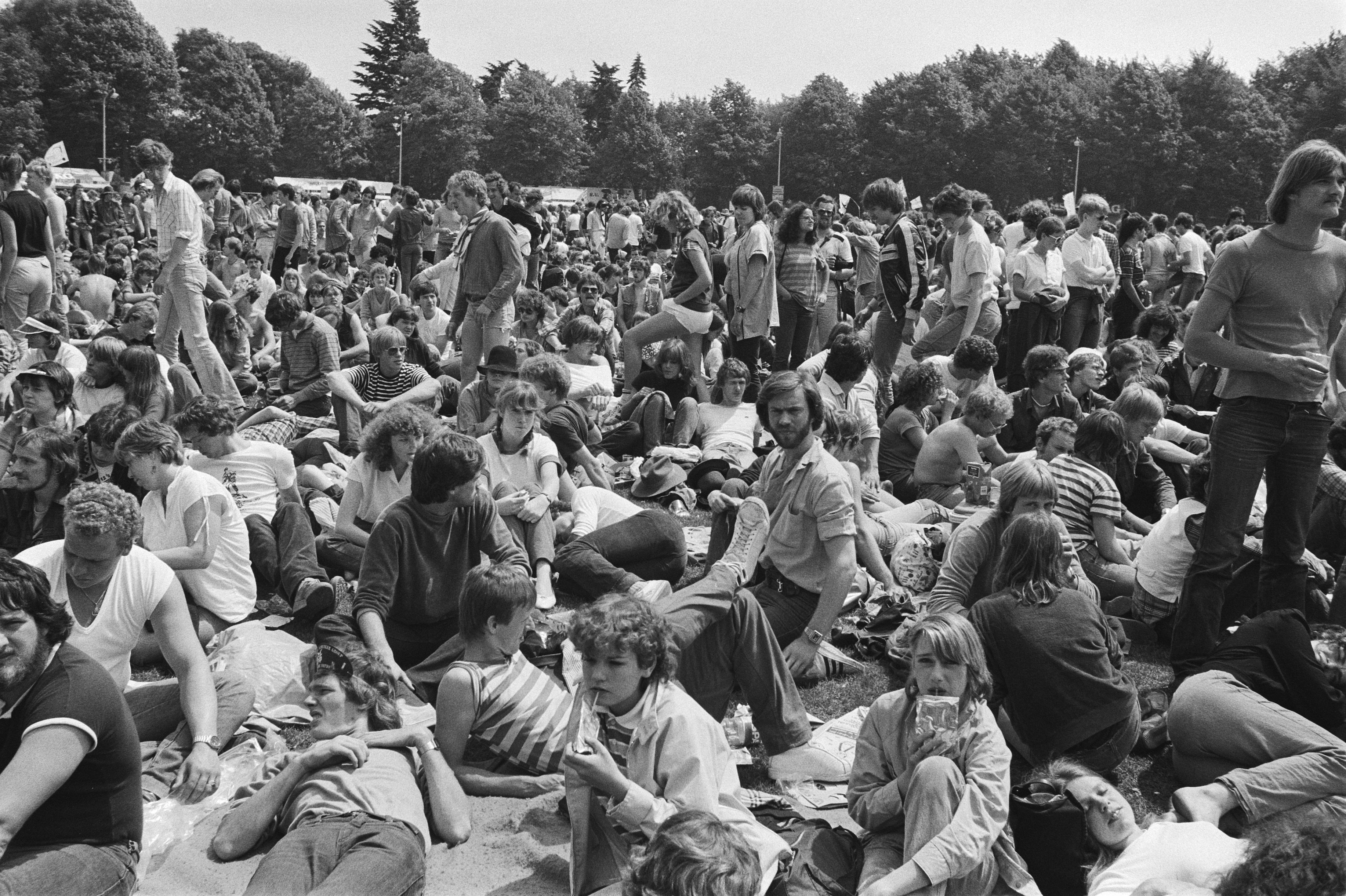
1981年
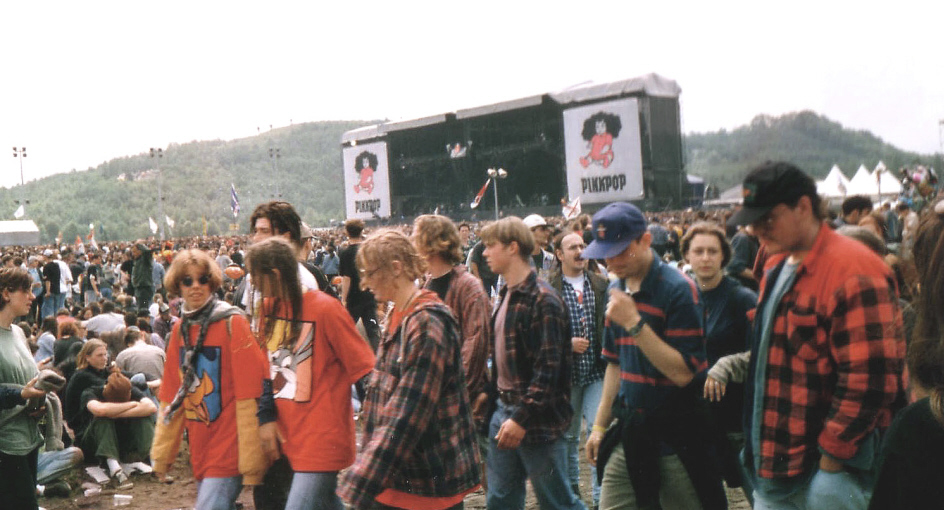
1990年
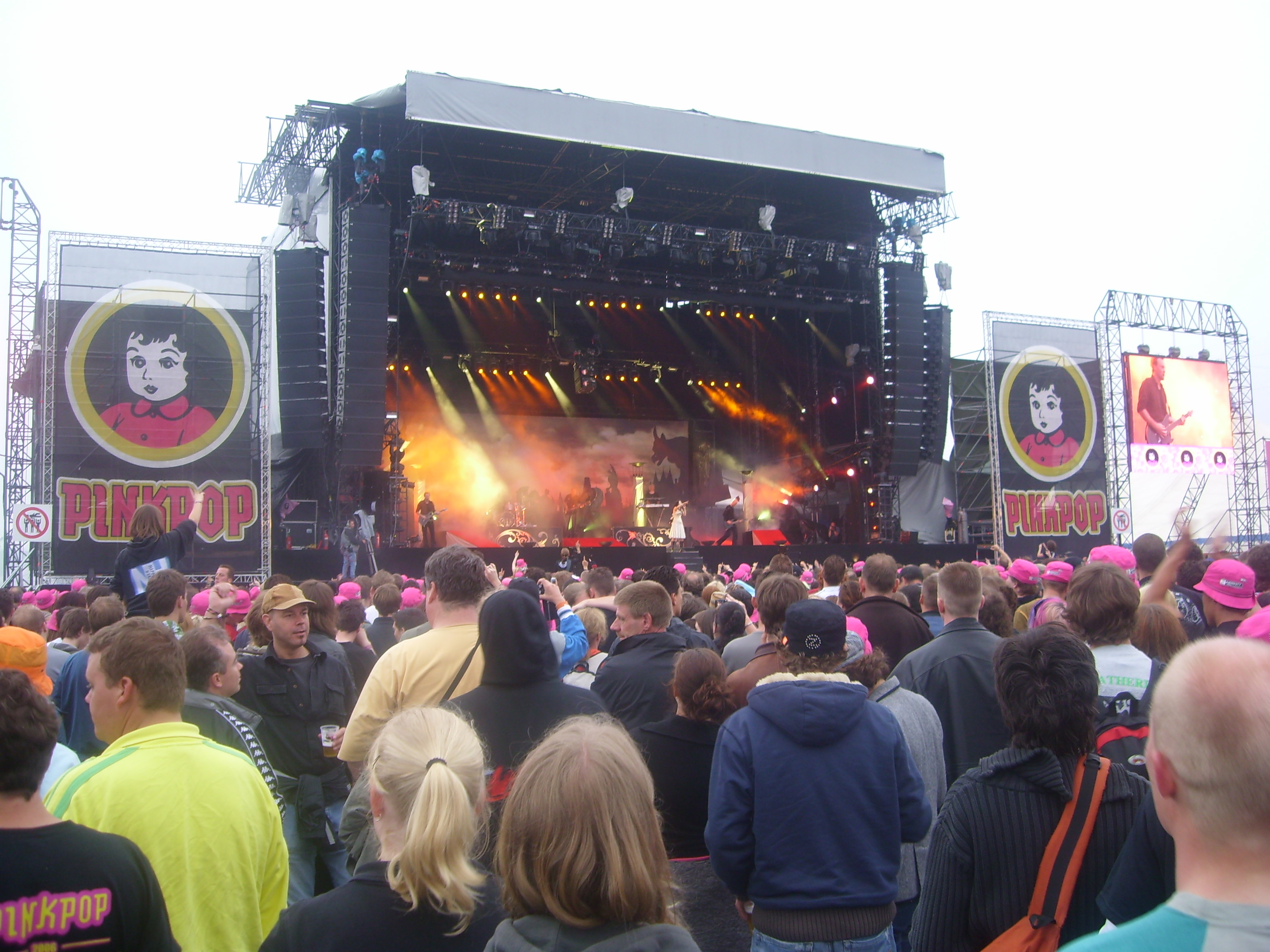
2007年
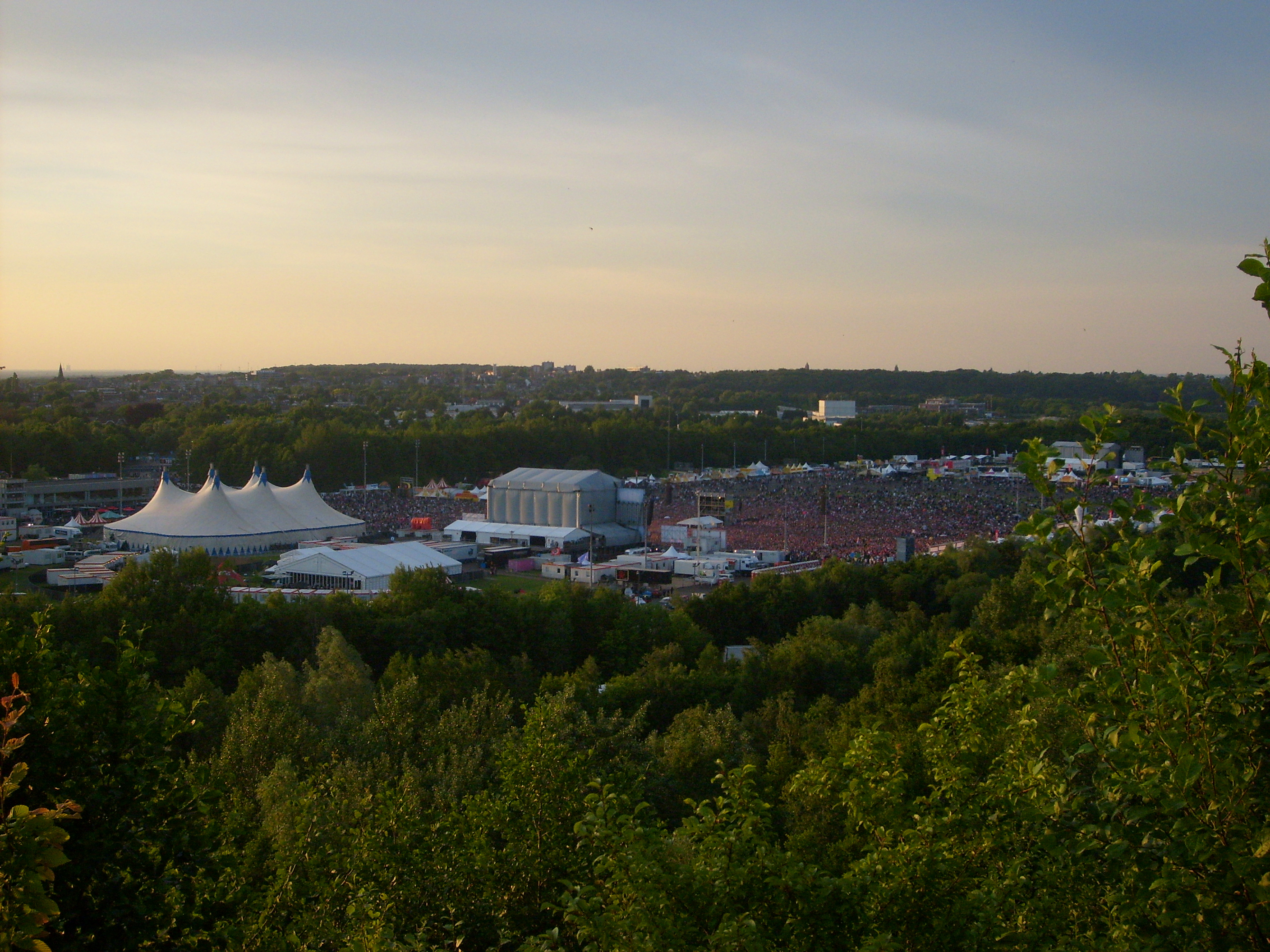
2009年
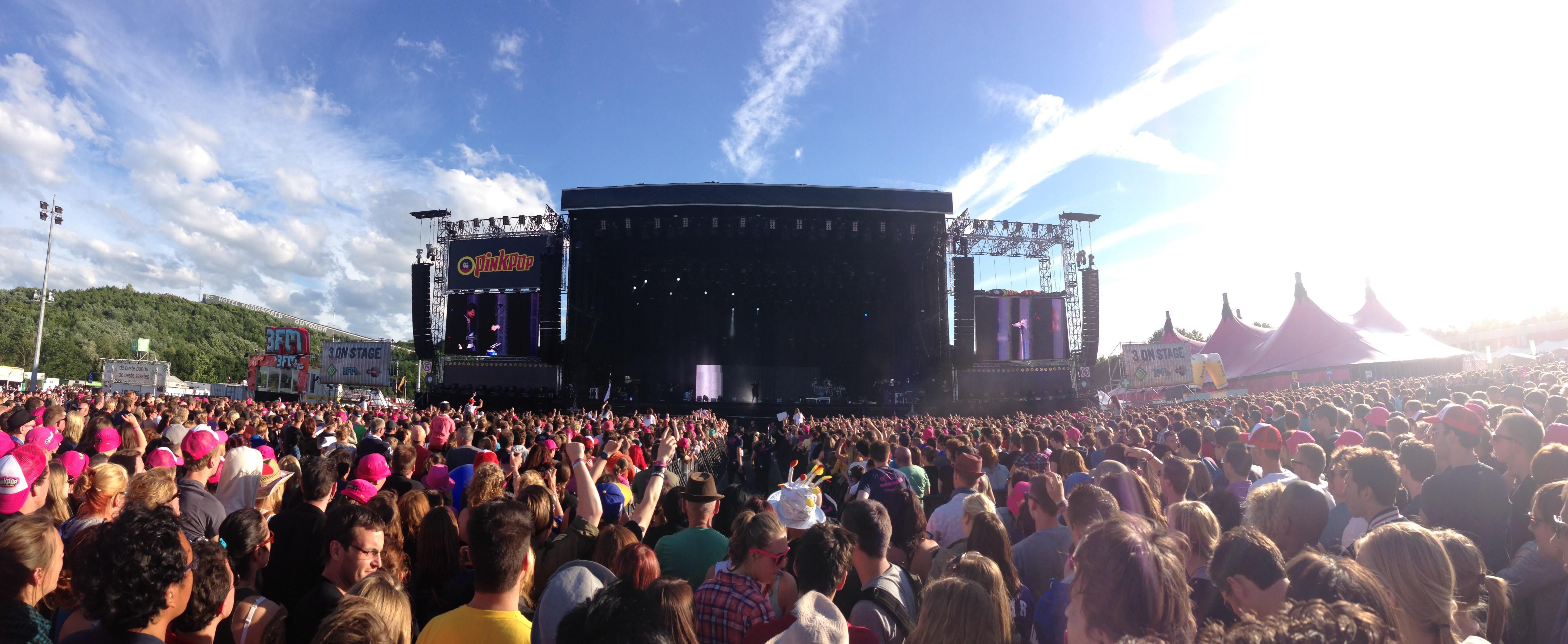
2015年
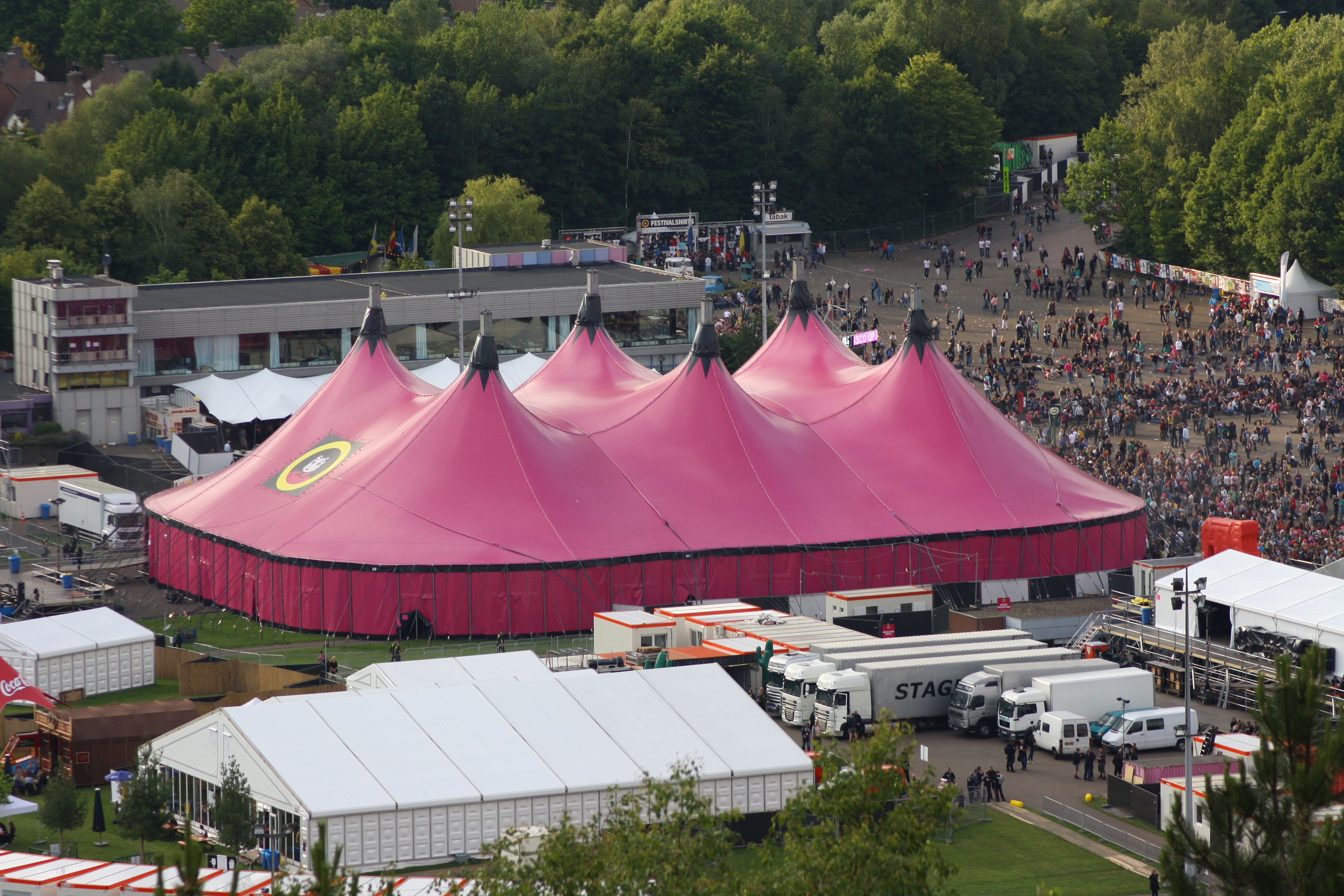
2011年
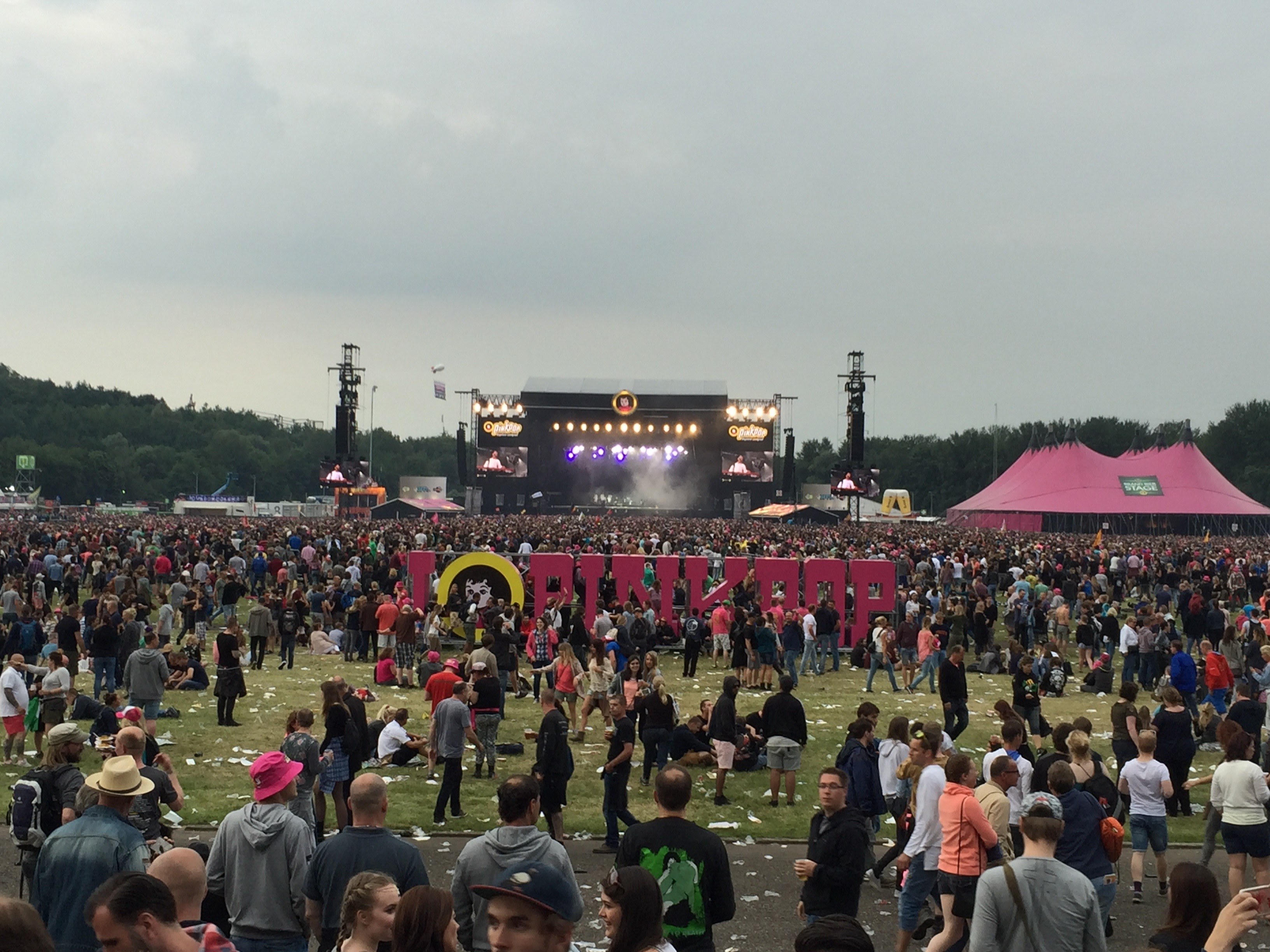
2016年
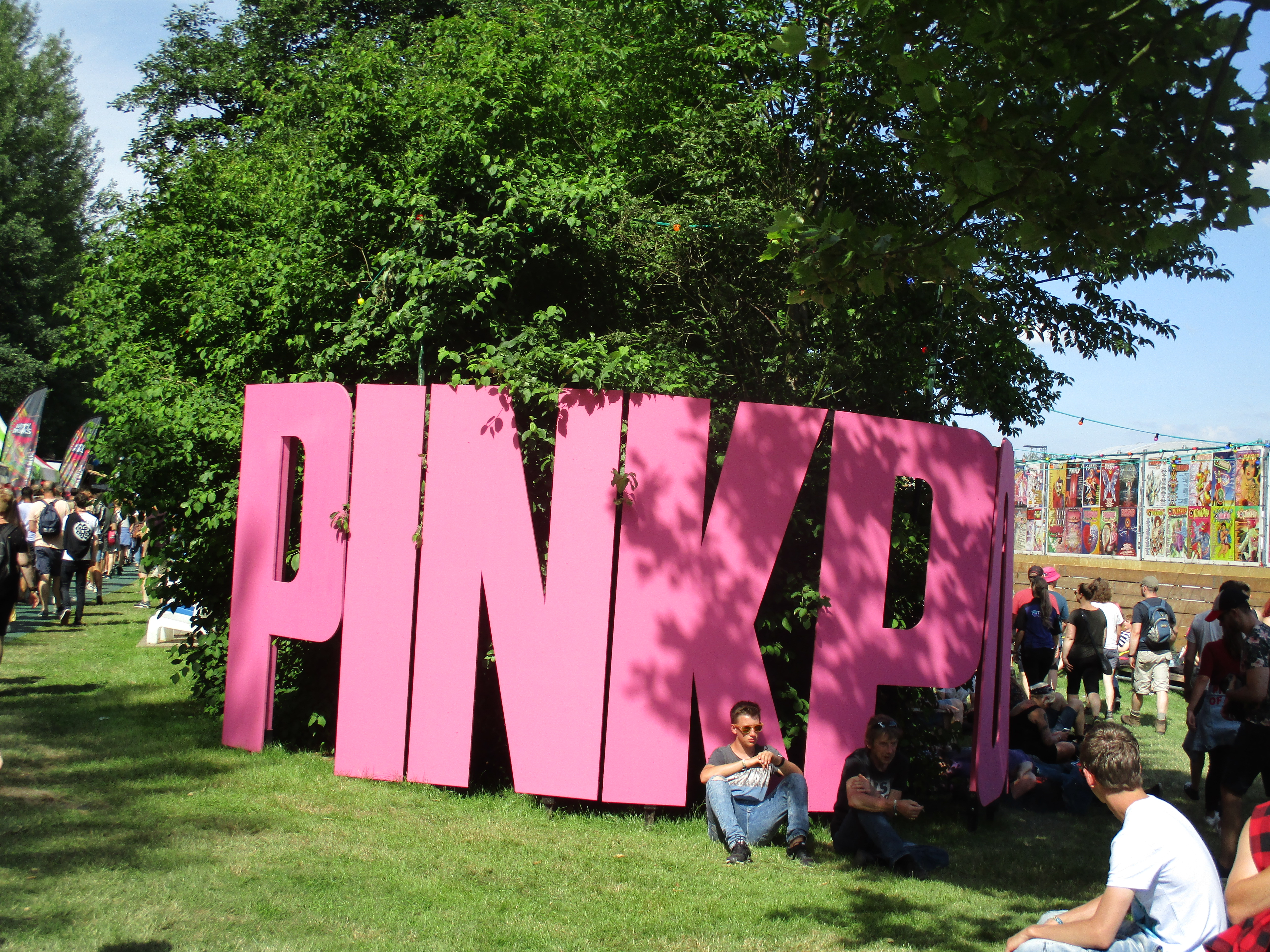
2018年
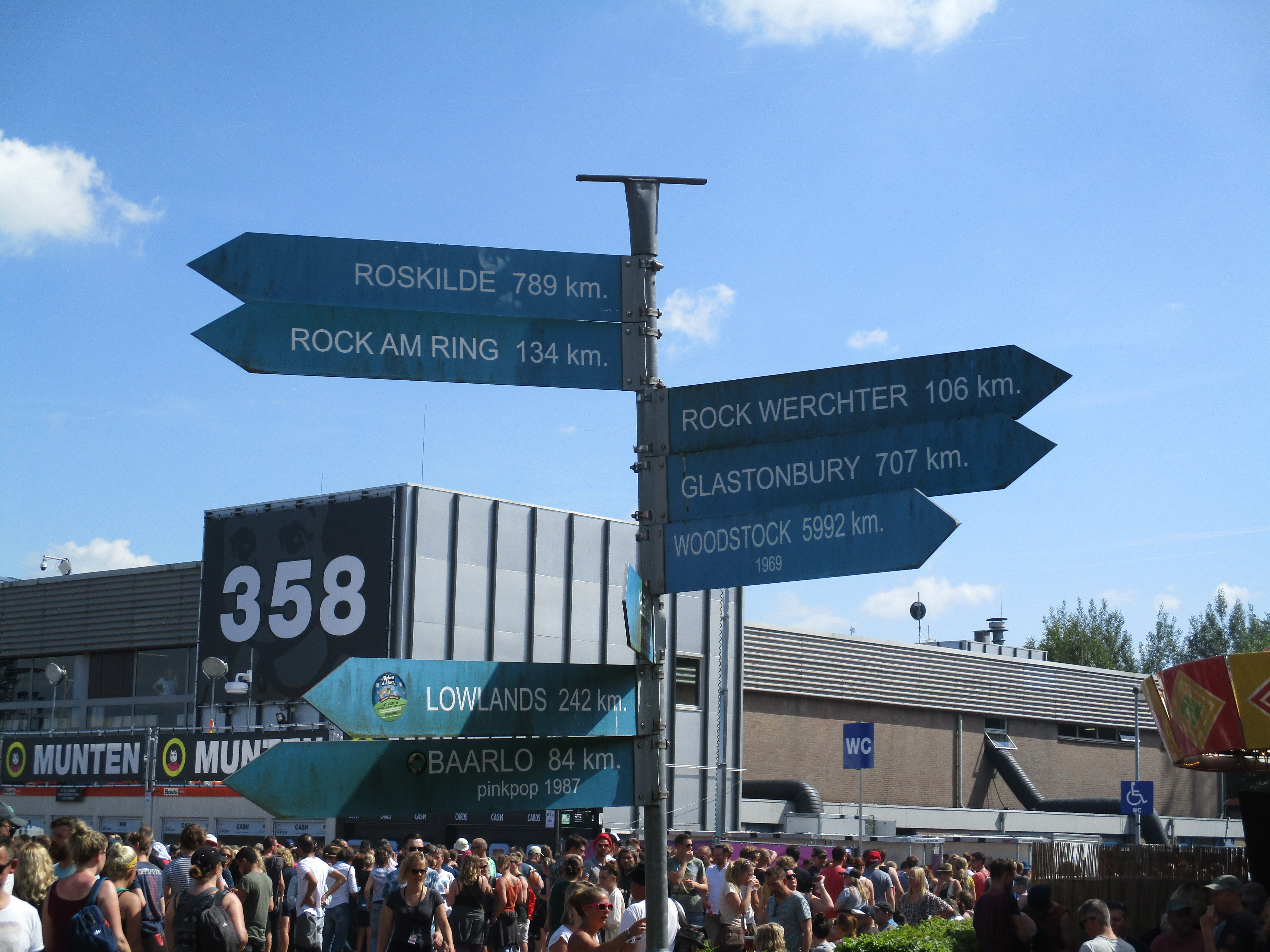
2018年
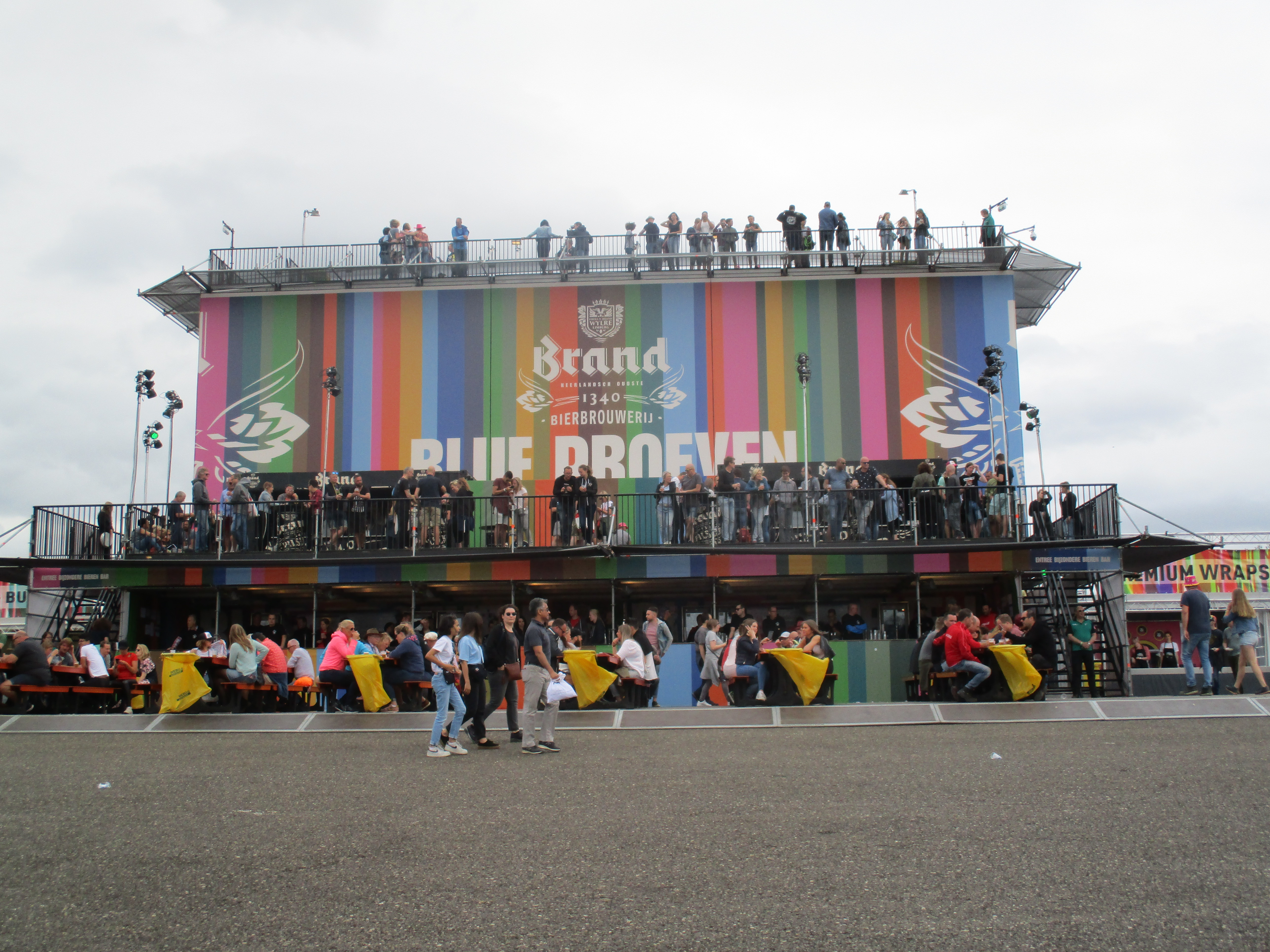
2018年